# Agent 117: Uppdrag i Kairo
Agent 117: Uppdrag i Kairo (OSS 117: Le Caire nid d'espions) är en fransk komedifilm från 2006 regisserad av Michel Hazanavicius. Filmen är en parodi på Jean Bruces böcker från 1940- och 1950-talet samt senare filmer om agenten OSS 117.

## Handling
Året är 1955 och den fördomsfulle och korkade franska agenten Hubert Bonisseur de La Bath, kodnamn OSS 117, får i uppdrag att undersöka agenten Jack Jeffersons försvinnande i Kairo. de La Bath har tidigare arbetat med Jefferson och umgåtts med honom privat. I Kairo möter de la Bath Jack Jeffersons sekreterare, Larmina El Akmar Betouche. Tillsammans försöker de ta reda på vad som hänt med Jefferson. de la Bath blir inblandad i intriger med bland annat nazister, lokalbefolkningen, spioner från Frankrike, Storbritannien, Sovjet och Belgien.

## Rollista (i urval)
- Jean Dujardin -OSS 117, Hubert Bonisseur de La Bath
- Bérénice Bejo -Larmina El Akmar Betouche
- Aure Atika -Prinsessan Al Tarouk
- Philippe Lefebvre -Jack Jefferson
- Richard Sammel -Moeller